# Norrtjärnen (Anundsjö socken, Ångermanland)
Norrtjärnen är en sjö i Örnsköldsviks kommun i Ångermanland och ingår i Gideälvens huvudavrinningsområde. Sjön har en area på 0,0361 kvadratkilometer och ligger 415,7 meter över havet. Sjön avvattnas av vattendraget Yttertjärnbäcken.

## Delavrinningsområde
Norrtjärnen ingår i det delavrinningsområde (708651-160949) som SMHI kallar för Utloppet av Norrtjärnen. Medelhöjden är 432 meter över havet och ytan är 0,51 kvadratkilometer. Det finns inga avrinningsområden uppströms utan avrinningsområdet är högsta punkten. Yttertjärnbäcken som avvattnar avrinningsområdet har biflödesordning 4, vilket innebär att vattnet flödar genom totalt 4 vattendrag innan det når havet efter 111 kilometer. Avrinningsområdet består mestadels av skog (79 procent) och öppen mark (18 procent).